# Fam El Hisn
Fam El Hisn (arabiska: فم الحصن) är en stad i Marocko. Den ligger i provinsen Tata och regionen Souss-Massa, 600 km söder om huvudstaden Rabat. Antalet invånare var 6 353 vid folkräkningen 2014.